# Georg Werthmann
Georg Werthmann (* 8. Dezember 1898 in Kulmbach; † 25. Mai 1980 in Bamberg) war zwischen 1936 und 1945 Feldgeneralvikar der Wehrmacht und zwischen 1956 und 1962 erster Militärgeneralvikar in der Katholischen Militärseelsorge der Bundeswehr.

## Leben
Werthmann wurde am 8. Dezember 1898 in Kulmbach geboren und wuchs dort auf. Seit Herbst 1910 besuchte er das Neue Gymnasium in Bamberg. Im Januar 1914 wechselte er auf das Knabenseminar Ottonianum. Am 22. November 1916 trat er als Schüler seinen Dienst beim I. Ersatz-Bataillon des 5. kgl. Bayer. Infanterie-Regiment in Bamberg an. Ab dem 16. Januar 1917 diente er in der 9. Kompanie des 31. Bayer. Infanterie-Regiments. Ab 1. März 1917 war Werthmann an der Westfront im Kriegseinsatz. Im Mai 1918 wurde er zur 3. Maschinengewehr-Kompagnie des 31. Bayer. Infanterie-Regiments versetzt und kurz darauf zum Unteroffizier befördert. Er geriet am 27. September 1918 in französische Kriegsgefangenschaft und war in verschiedenen Lagern interniert. Am 31. Januar 1920 wurde er aus dem Kriegsgefangenenlager in Vouziers entlassen und kehrte nach Kulmbach zurück.
Zum Sommersemester 1920 begann Werthmann mit dem Studium der Philosophie und Theologie in Bamberg. Am 28. Juli 1924 erhielt er die Priesterweihe. Seine erste Stelle trat er in der Pfarrei Nürnberg St. Karl Borromäus an. Dort war er als II. Kaplan auch als Präses für die männliche Jugend- und Jungmännervereine zuständig. Ab 1928 war er Kaplan in Bamberg St. Martin. Am 16. April 1929 wurde Werthmann Verweser der Religionslehrerstelle am Institut der Englischen Fräulein in Bamberg. Dort bemühte er sich auch jenseits des Religionsunterrichts durch Gottesdienste, Gruppenstunden und Ausflüge als Präses der Marianischen Schülerinnenkongregation um Erziehung und religiöses Leben der Schülerinnen.
Am 15. Juni 1935 wurde er Standortpfarrer  der katholischen Militärseelsorge in der Wehrmacht für Berlin, und veröffentlichte seine Schrift Wir wollen dienen! Glaubenskraft als Quelle unserer Wehrkraft. Am 12. September 1936 wurde er Feldgeneralvikar unter dem Apostolischen Administrator und späteren Militärbischof Franz Justus Rarkowski. Er war 1935 zur Militärseelsorge abgeordnet worden, weil  er als provokativer Antinationalsozialist in der Seelsorge seines Heimatbistums Bamberg nicht mehr tragbar erschien.
Nach Kriegsende war er vom 30. April bis zum 27. Juli 1945 im Benediktinerkloster Niederaltaich interniert. Ab dem 1. September 1945 war er als Leiter der Kriegsgefangenen-Seelsorge in der Diözese Bamberg tätig. Dann wurde er leitender Geistlicher der deutschen Arbeitsgruppen im Labor-Service der US-Streitkräfte. Am 16. Dezember 1955 wurde er zum ersten Militärgeneralvikar der Katholischen Militärseelsorge berufen. Er übte dieses Amt bis zum Eintritt in den Ruhestand 1962 aus. Georg Werthmann starb am 25. Mai 1980 in Bamberg.

## Sammlung Werthmann
Eine von Werthmann angelegte Sammlung mit Unterlagen zur katholischen Feldseelsorge in der Wehrmacht ist der Grundstock des 1977 gegründeten Archivs des Katholischen Militärbischofs in Berlin. Der Aktenbestand trägt den Namen Sammlung Werthmann.